# キュウリ
キュウリ（胡瓜、学名: Cucumis sativus）は、ウリ科キュウリ属のつる性一年草、およびその果実である。野菜の一種として食用にされる。
かつては、熟した実も食用とされたが、甘みが薄いためにあまり好まれず、現在では未熟な実を食用とするようになった。インド北部、ヒマラヤ山麓原産。日本では平安時代から栽培され、大正以降によく利用されるようになった。

## 名称
和名キュウリの呼称は、実が熟すと黄色くなり、古く日本では黄色くなったものを食用にしていたといわれ、黄色いウリを意味する「黄瓜」（きうり）が語源とする説が有力とされる。現代中国における名称は黄瓜（おうか、ホワンクワ）または胡瓜（こか、ホゥクワ）という。漢字表記で使われる胡瓜の「胡」という字は中国から見た西方諸民族を意味している。その他の外国語表記として、英語名は common cucumber 、フランス語は concombre 、イタリア語は cetriolo である。
日本の地方などでは、別名でカラスウリ、ツバウリともよばれている。
キュウリの標準学名は Cucumis sativus 、狭義のキュウリとされる種は Cucumis sativus var. tuberculatus である。

## 形態
草本性のつる植物である。茎は短毛に覆われ、葉は茎に対して互生する。茎から巻きひげを所々出し、周囲のものに絡みつきながら成長する。
花は黄色の合弁花で、花芽は葉柄の付け根にできる。性表現は1つの株に雄花と雌花が付く雌雄同株のものが大半である。開花初期には雄花ばかりが咲き、やがて雌花が多く咲くようになる経過をたどるものが多い。部分的に両性花を付けることはいろいろな品種でしばしば観察される。この場合、雄花と雌花と不完全両性花を付ける三性同株型が多い。開花初期に雄花が咲いた後、両性花ばかりを付けるようになるレモンという品種が例外的に知られている。後述のように薬剤、植物ホルモン、日長などを調節すると雄花雌花の比率を調整できることが知られている。
果実は細長く、棘（いわゆるイボ）を持つ。色は若い時は緑色だが、完熟すると黄色に変わる。果実の表面はプルームと呼ばれる白色の粉で覆われる。果肉は薄い緑色ないし白色。種子は白色、卵形。
子葉は地上性で、種子の殻（外種皮）を持ちあげて地上に出てくる。このタイプの子葉は胚乳の栄養を吸い取る吸器、および最初に光合成をおこなう器官という2つの役割がある。子葉は2枚。

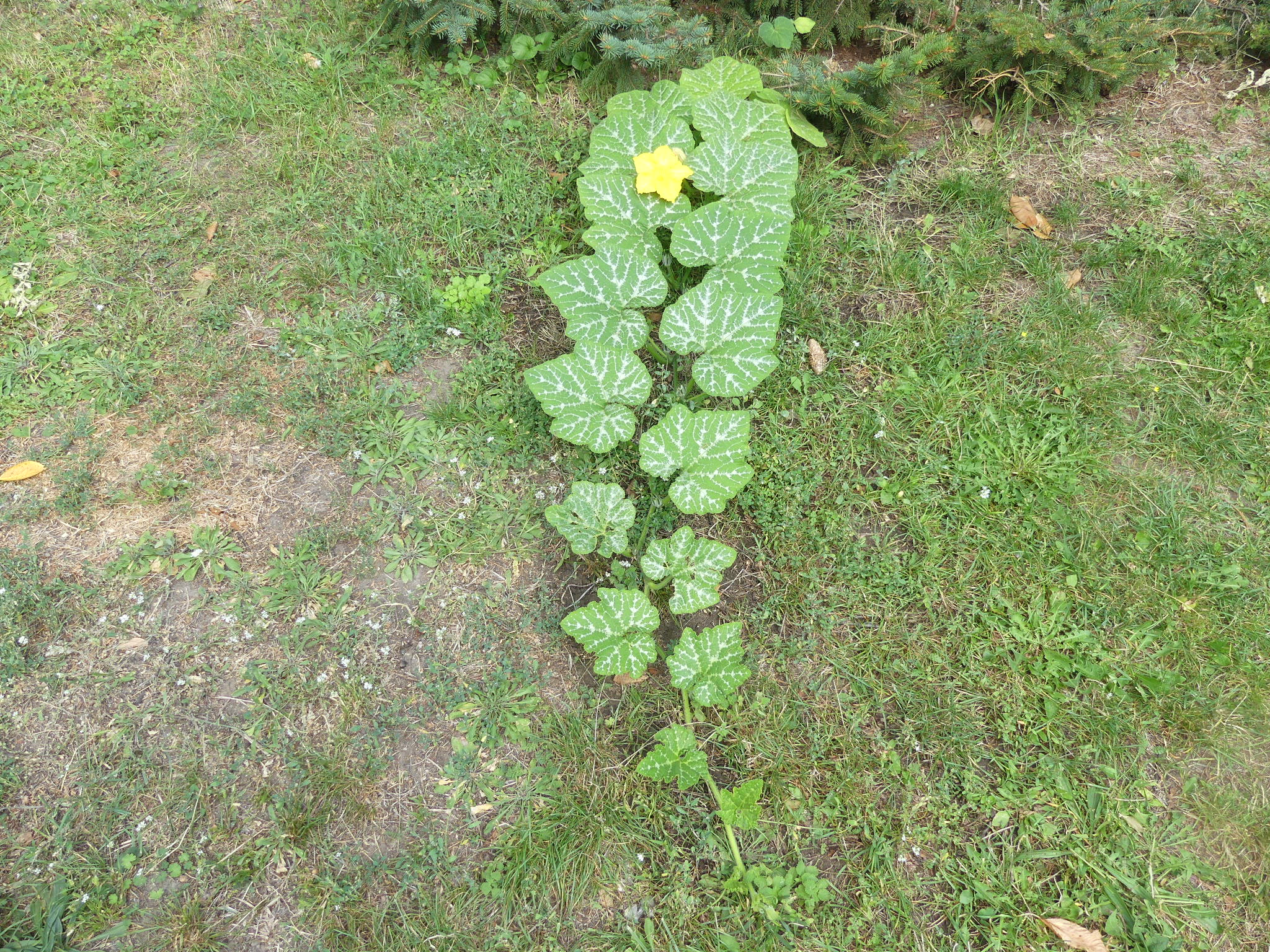
葉は互生する
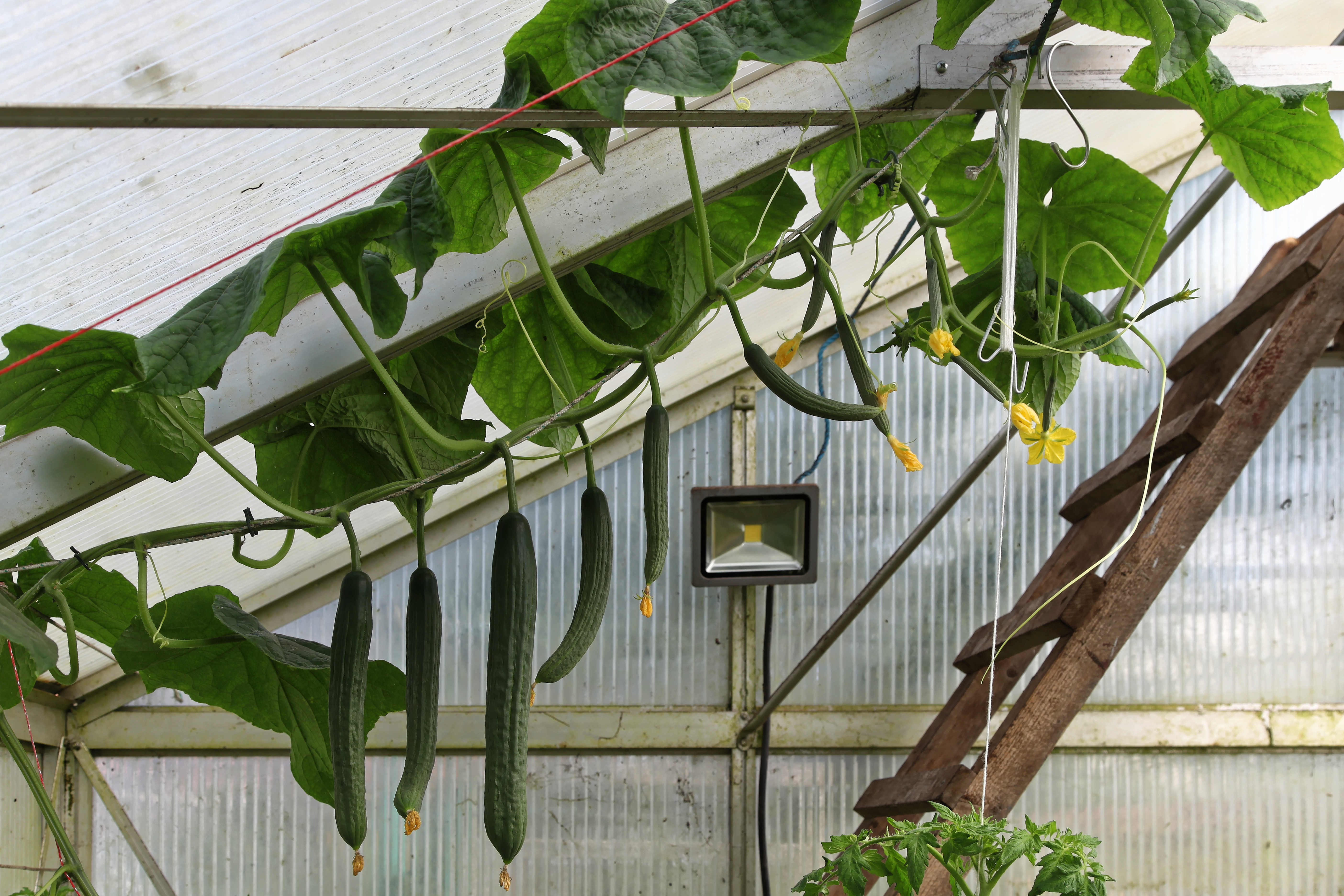
各節に雌花が付くタイプの品種
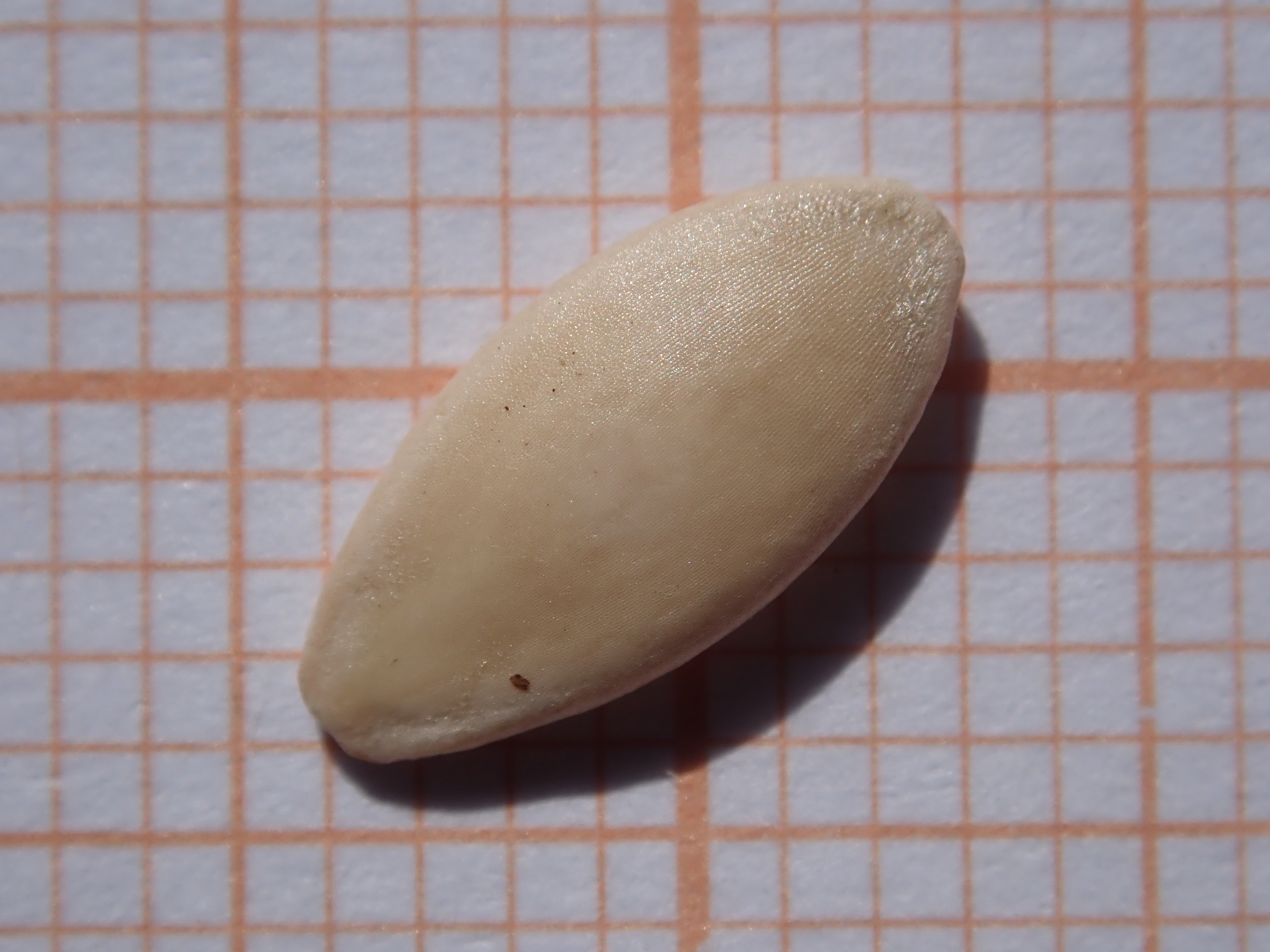
種子
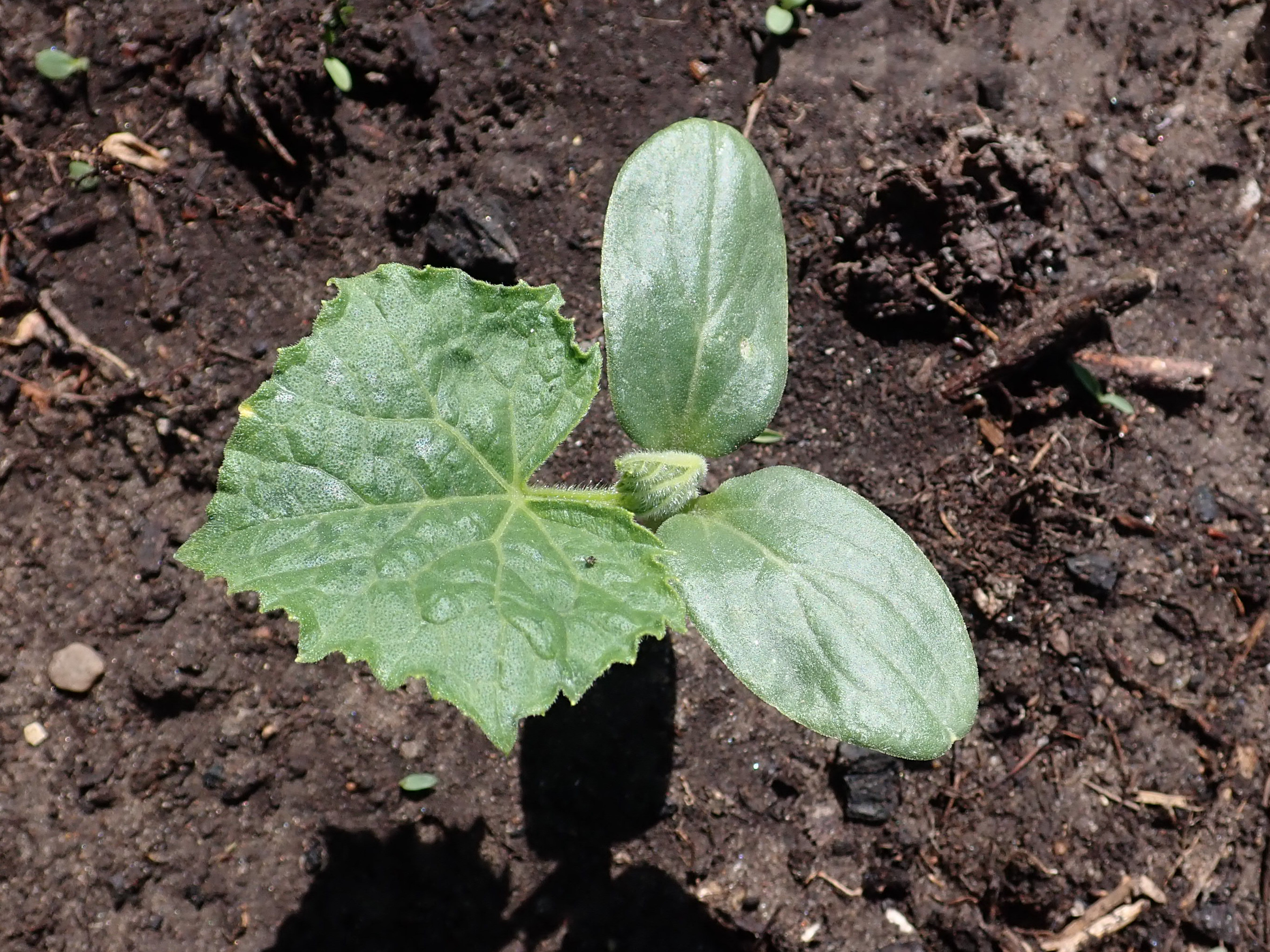
子葉および普通葉

## 生態
種子は暗発芽種子である。雌雄異花ではあるが、単為結果を行うため雄花が咲かなくとも結実する。
雄花と雌花の比率は日長や薬剤処理などで調節できることが知られている。日長は動植物に様々な影響を与えていることが知られており、キュウリを始めとするウリ科植物では一般に雌花の比率を上げるものとして、短日処理が有効である。植物ホルモンではエチレンやその前駆体のエスレル処理を行うと雌花が増えることが知られている。逆に雄花を増やすには
キュウリは、つるを伸ばしながら果実をつけるという、栄養生長と生殖生長を同時に行う。元来、つるは地を這って伸びて、葉腋の節から巻きひげが伸びて他物にからんで躰を支える。つるの生長は早く、1日に3センチメートル (cm) ほど伸びていく。主に黄色く甘い香りのする花を咲かせるが、生育ステージや品種、温度条件により雄花と雌花の比率が異なる。概ね、雄花と雌花がそれぞれ対になる形で花を咲かせてゆく。葉は鋸歯状で大きく、果実を直射日光から防御する日よけとしての役割を持つ。長い円形の果実は生長が非常に早く、50センチメートル (cm) にまで達する事もある。熟すと苦味が出るため、その前に収穫して食べる。
果実色は濃緑が一般的だが、淡緑や白のものもある。果実の表面に白い粉が吹いたようにも見えるろう状の物質はブルームで、水分の蒸発を防ぎ、果実の皮を保護する役割がある。果実の表面にはイボがついているが、品種によってはイボがないものもある。根の酸素要求量が大きく、過湿により土壌の気相が小さい等、悪条件下では根が土壌上部に集中する。

## 歴史

### 起源
キュウリは古くから食用の野菜として栽培されている。果実成分の95%程度が水分とされ、歯応えのある食感とすっきりとした味わいがある。水分を多く含むことから暑い季節・地域では水分補給用として重用されてきた。
インド西北部のヒマラヤ山脈の南の山麓地帯が原産で、紀元前10世紀ごろには西アジアに定着したとみられている。紀元前4000年前にメソポタミアで盛んに栽培されており、インド、古代ギリシア、古代エジプトなどでも栽培された。その後、6世紀に中国、9世紀にフランス、14世紀にイングランド、16世紀にドイツと伝播していき、16世紀ごろのヨーロッパで栽培が盛んになった。アメリカ大陸には15世紀末、クリストファー・コロンブスがハイチに持ち込んだのを端緒に普及していった。キュウリを好物とした歴史上の有名人としてローマ皇帝ティベリウスがいる。
原産地から東方への伝播は2ルートあり、かつて中国では、東南アジアからビルマ経由で華南に伝来した水分の少ない南伝種が普及し、シルクロード経由で華北に伝わった瑞々しい北伝種が伝来するまでの間、この南伝種を完熟させてから食べるのが一般的であった。のちに南伝種は漬物や酢の物に、北伝種は生食に使い分けられることになる。

### 日本での普及
日本には6世紀に南伝種が中国から伝わり、明治期に北伝種が入ってきたといわれるが、本格的に栽培が盛んになったのは昭和初期からである。仏教文化とともに遣唐使によってもたらされたとみられているが、当初は薬用に使われたと考えられていて、空海が元祖といわれる「きゅうり加持」（きゅうり封じ）にも使われてきた。南伝種の伝来後、日本でも江戸時代までは主に完熟させてから食べていたため、「黄瓜」と呼ばれるようになった。完熟した後のキュウリは苦味が強くなり、徳川光圀は「毒多くして能無し。植えるべからず。食べるべからず」、貝原益軒は「これ瓜類の下品なり。味良からず、かつ小毒あり」と、はっきり不味いと書いているように、江戸時代末期まで人気がある野菜ではなかった。これには、戦国期の医学者曲直瀬道三の『宣禁本草』などに書かれたキュウリの有毒性に関する記述の影響があると見られている。安土桃山時代以前にはキュウリに禁忌は存在せず、平安後期の往来物『新猿楽記』に登場する美食趣味の婦人「七の御許」が列挙した好物の一つに「胡瓜黄」が入っている。イエズス会宣教師のルイス・フロイスは著書『日欧文化比較』(1585)で「日本人はすべての果物は未熟のまま食べ、胡瓜だけはすっかり黄色になった、熟したものを食べる」と分析している。
重要野菜として定着したのは江戸時代末期で、キュウリの産地だった砂村（現在の江東区）で、キュウリの品種改良が行われ、成長が速く、歯応えや味が良いキュウリが出来て、一気に人気となった。明治末期には、栽培面積でナスの3分の1強ほどあった。昭和初期には栽培面積が急増し、第二次世界大戦（太平洋戦争）後は温室栽培でさらに盛んになり、特に漬物に加えてサラダの需要が増えてから、生食用野菜として重要視されてからはトマトと果菜類の収穫量の首位を競うほどになっている。終戦前までは関東では「落合」、関西では「馬込反白」系が主流であったが、1965年（昭和40年）ごろになると日本各地でキュウリの産地が増えるとともに品種の特徴が競われるようになり、従来の黒イボ系に対し、肉質が締まった白イボ系品種の人気が高まるようになった。1983年（昭和58年）に表面に白い粉を吹かないブルームレスキュウリの台木が育成され、全国的に普及した。2001年（平成13年）には新タイプのキュウリとして、イボなしの「フリーダム」が発売された。

## 栽培
他のウリ科の野菜の多くと同じく夏に収穫する果実を目的に栽培される。露地栽培では代表的な夏野菜の一つであるが、伝統的な種には日長に反応するものが多く、短日条件となる春や秋に開花結実するものも多い。近年ハウス栽培による温度制御や、日長に反応しにくい特性を品種改良によって組み込むことで、低温期を含む一年中栽培されるようになっている。
様々な品種を観察したところ、結実個数に関係のある要素は雌花の数ではなく、葉の大きさだという観察結果があり、光合成によって生成した養分が大きいほど多くの実を十分に成長させることができる。
土壌病害耐性を持たせるために毎年大量に生産する産地では接ぎ木が行われることがある。台木には同じウリ科のつる植物が用いられるが、耐病性が優れており連作にも強いカボチャ類を使う例が特に多い（ウリ科野菜の接ぎ木栽培ではキュウリ以外でもカボチャの台木が定番である）。ある種のカボチャの台木を用いるとキュウリ果実表面の白い粉、プルームの発生が殆どないものが知られる。これは台木がプルームの主成分のケイ酸の合成能力を欠くためである。
プルームの発生の無い台木（プルームレス台木）は新鮮に見えるということで人気がある。ただし、このような台木を使うとマンガン過剰症を起こしやすいという。また、カボチャ台木はウリ科共通の病気に対しては強いことが多いが、カボチャに特異的に感染する病気もあるので留意する必要がある。
キュウリは温度や水分には敏感な作物で、夏場に次々と実をつけて大きくなっていくので、水切れしないように管理して育てていく。ツルを支柱にしっかり固定し這わせる方法と、地面を這わせる栽培法がある。栽培時期は、北半球で一般に春から秋（4 - 9月）のシーズン中に行われ、春に苗を植えて初夏から収穫する「春きゅうり」と、初夏に種を蒔いて夏の終わりに収穫する「夏きゅうり」、盛夏に種を蒔いて収穫する｢秋きゅうり｣がある。栽培適温は25 - 28度とされ、夜温は15度以上が望ましい。キュウリは、ウリ科の植物どうしの連作にも弱く、2 - 3年ほどウリ科の野菜を育てていない畑で作付けする。根の酸素要求量は野菜の中でも最も大きいので、土壌の孔隙量が多いほど良く育つ。また肥料を好む性質のため、追肥をして肥料切れを起こさないよう育てると良い作物ができやすい。雌花が咲いたら、朝のうちに雄花をつんで雌花に人工授粉を行うことにより、より確実に着果させることができる。
親づるに実がつく節成り系のキュウリは支柱栽培に向き、子・孫づるに実がつく枝成り系のキュウリは地を這わせる栽培に向く。支柱栽培法は、キュウリの茎葉組織がもろく風に当たって折れやすいため、支柱立てや誘引を入念に行う。地面に這わせる栽培法では、ワラを敷いておくと巻きひげがワラに絡まりながら生長していく。
春まきはポットで育苗して定植、夏まき・秋まきは、直播きになる。苗をつくるときは、育苗ポットに3粒ほど種をまき、本葉が出たら1本だけ残して切り取り、本葉4 - 5枚の苗に仕上げる。キュウリは浅根性であるため、畑は元肥を浅く入れてよく耕して混合し、幅90 cmほどの畝をつくる。土壌の保温や保湿を図るためマルチングをしてもよい。苗の定植は、畑にあらかじめ灌水し、根を傷めないように丁寧に植え付けて再び灌水する。8月ごろまでの成長期は、つるが伸びてきたら45節から下の親つるのわき芽（子つる）と花は摘み取るようにして、6節目から先の子つるや孫つるも伸びて花が咲き始めたら、各つるとも葉を2枚残してその先で摘芯する。肥料が不足すると草勢が衰えて花が落ちてしまうため、15 - 20日おきに定期的に追肥と水やりを行う注意が必要になる。水切れを起こすと、花が咲く前に落ちてしまったり、果実が曲がってしまうことがある。6 - 9月は盛んに実をつけるようになり、株を衰えさせないためにも長さ20 cmほどになったら早めに収穫する。キュウリはさまざまな大きさで利用することができるので、特に草勢が弱まっていたときは、若採りして回復を早めるとよい。
日本の栽培農家では、最適なサイズで収穫するために、気温が高い夏場は収穫作業を1日2回行われる。夏は露地栽培、秋から初春にかけては、ハウスでの栽培がメインとなり、気温によっては暖房を入れて栽培することもある。
収穫根が浅いため乾燥に弱く、高温乾燥が続くとあっという間にうどん粉病などの病気にかかり枯れる。キュウリは低温や日照不足が続くと病気や根腐れを起こしやすい弱点があり、それを改善するために耐病性のあるカボチャ台木に接ぎ木した苗を使ってもよい。窒素肥料が多いとうどんこ病に、水はけが悪くて肥料が不足しているとベと病にかかりやすい。
うどんこ病は、梅雨明けごろから下方の葉の表面に、白い粉がかかったような病斑が現れる病気で、白粉の正体は分生胞子と菌糸である。ひどくなると葉の全面ばかりでなく茎や花にもついて灰色がかってくるため、葉の光合成機能の阻害要因となり、収量や品質に大きな影響を及ぼす。特に葉の角斑がつくべと病は大敵で、生育の悪い株の不健全な葉に多発する。どちらも感染を広げないためには、痛んだ葉を早めに取り除き、手遅れにならないうちに葉の表裏面に薬剤を散布して防除する。極端に多発したときは、栽培を取りやめ、まだシーズンに間に合うようであるならば新しくまき直した方がよいこともある。
ウリハムシはキュウリの葉をリング状に食い荒らしてしまう害虫である。ミナミキイロアザミウマの媒介するウイルスで「キュウリ黄化えそ病」にかかり株が枯れ、収量が減る被害が報告されている。岐阜県農業技術センターにより赤色の防虫ネットを導入した予防策の研究開発が進められている。

## 生産量
日本の主産地は、宮崎県、群馬県、埼玉県、福島県、千葉県などで、時期別では夏秋キュウリ（7 - 9月）は岩手県・福島県、冬春キュウリ（1 - 6月）が千葉県・茨城県・高知県・宮崎県が多く、夏秋と冬春ともに多く産出するのは埼玉県・群馬県である。年間を通すと、南から北の地域へと出荷最盛期は移動しており、流通量も旬の7 - 8月がピークになる。漬物用の塩蔵キュウリは、中国やベトナムなどから大量に輸入している。生産量は52万5千トンで、国別ランキングでは10位となる（2024年統計）。

世界的な生産量では、中華人民共和国が7554万8千トン（2024年統計）と断然多く、2位以下のトルコ（189万トン）、ロシア（164万9千トン）、ウクライナ（108万トン）、メキシコ（103万9千トン）を大きく引き離している。

## 品種

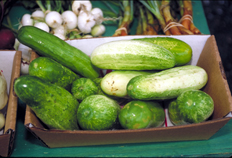
色々な品種のキュウリ

非常に種類が多く、世界中で500もの品種が栽培されている。現在、商業目的で栽培される品種の多くはF1（えふわん）と呼ばれる一代雑種品種である。分類方は幾つかあり、イボの色から中国北部から入った華北系といわれる「白イボ系」と、中国南部から入った華南系といわれる「黒イボ系」に大別される。日本では白イボ系は最もよく流通している品種で、全体が緑色で皮が薄く、歯切れ良い。黒イボ系は皮がかたく、苦味があるため流通量は少ない。
白イボ系
日本市場の90%以上を占め、緑色が鮮やかで皮が薄く、果肉の歯切れもよいうえ、キュウリ特有の匂いもほどよい。露地栽培、促成栽培、温室栽培が日本全国で行われ、一年を通して出回っている。華北系キュウリともいわれ、雌花は節に飛び飛びにつき、親づるよりも小づる、孫づるに花を多く咲かせる性質がある。高温期でも花をよく咲かせるが、低温期は生長が悪いため栽培法は「夏きゅうり」に向いている。果皮表面の白い粉の有無で、ブルームキュウリとブルームレスキュウリがある。
四葉胡瓜（）
中国北部・中部の品種。本葉が四枚付いた頃から実がなるのでこの名がある。白イボ系キュウリで普通のキュウリよりも長めになる品種で、イボと皺が多いのが特徴。長さ30 cmほどで収穫される。見た目が悪い上に鮮度落ちが早いが、皮はやわらかくて歯切れが良く、漬物にもむく。
四川胡瓜（）
四葉胡瓜の改良品種。大きさは普通の白イボ胡瓜と同じぐらいである。果肉はかためで、皮はやわらかく、表面のイボが鋭くてしわが多い。漬物に向いている。
ホワイティ25
ほとんど市場に出回らない白いキュウリで、開発した大和農園が種を通販している。果皮とイボが薄い緑色のため白く見える。
スナッキュー
タキイ種苗が育成した長さ9 - 10 cmほどになるミニキュウリ。節成り性で1節に複数実を付けるので、多収性がある。
味さんご
サカタのタネが育成した四葉系の品種。うどんこ病、べと病に対して耐病性がある。シャキシャキした歯ごたえがあり、漬物にも向いている。

黒イボ系
春に収穫するタイプで以前は南西日本で多く栽培されていたが、皮が厚く、白イボ系の真夏の旬の味に劣るため、現在では九州や四国、山形県でわずかに作られているだけである。華南系キュウリともいわれ、親づるの葉の付け根の節ごとに、雌花がつく性質がある。日照時間が長く高温下環境になると雌花がつかず、雄花ばかりになる傾向があり、栽培法は「春きゅうり」に向いている。日本への伝来は古く、かつては全国で栽培されたが、1960年代以降のサラダ需要増加によって栽培地も減少していった。
いぼなしキュウリ
従来の白イボ系キュウリに比べて、やや太くて短く、果皮がやわらかいことからサラダに向いている。野菜を加工する際にイボが多いと雑菌が繁殖しやすいため、外食や惣菜サラダ用ののカット野菜のにも使われる。
フリーダム
サカタのタネが欧米種と日本の品種を交配して育成した品種で、果皮にイボがなく、なめらかなキュウリ。歯切れがよく、みずみずしさがある。
ミニQ
トキタ種苗が開発した品種で、果長は大きくても約10 cm、重さ40グラム前後になる。果面にブルーム、イボ、しわがない。節ごとに複数の実をつける。

ロシアキュウリ
ヨーロッパで多く栽培されている品種。果実は長さ10 cm前後で、太い。皮がややかたく、果肉は締まっている。
マーケット・モア
北米のアメリカやカナダではポピュラーで露地栽培されている品種。日本でも千葉県など一部地域でハウス栽培され、少量が流通している。
コルニション
ヨーロッパ種の小型のキュウリのフランス語名（Cornichon）。日本には酢漬けのきゅうりピクルスにして輸入されている。

### 日本特産品種
勘次郎胡瓜（）
山形県最上郡真室川町の真室川の伝承野菜のひとつ。明治初期ごろ、真室川町の谷地の沢地区の姉崎勘次郎家に隣の鮭川村から来た嫁が携えてきたのが始まりで、姉崎家によって現代まで細々と守られてきた。ずんぐりした実は薄い黄緑色で黒イボがあるキュウリで、本来の黒イボ系のような特徴は少なく、果肉は柔らかく、キュウリ特有の青臭さやえぐみなどがほとんど無いため、フルーツ感覚で食べることが出来る。町の洋菓子店「平和堂」では、スイーツとして活用されているほか、勘次郎胡瓜のコンポートなどが発売されている。
馬込半白胡瓜（）
東京都大田区の伝統野菜。華北系の白イボ系キュウリのひとつで、明治時代に節成胡瓜を改良した品種で、長めの実でしわが寄っているのが特徴。色は大部分が白っぽく、元の一部のみが緑色である。皮はやわらかくて、果肉は固めで歯ごたえがよい。傷みやすく流通に向かないため、現在はほとんど栽培されていない。
相模半白胡瓜（）
黒イボ系キュウリのひとつで、皮がかたく、首の方は緑色が濃くて先端の方が白っぽい半白系。昭和初期に馬込半白胡瓜が神奈川県二宮町において改良された品種で、馬込半白胡瓜よりも日持ちがよい。節成り性が強く、支柱栽培に適しており、気温が低い時期に雌花がつきやすいので早生栽培に適している。現在はほとんど栽培されていない。
高井戸節成胡瓜（）
東京都杉並区の伝統野菜。馬込半白胡瓜と練馬の枝成胡瓜の交配から生まれた固定種。現在はほとんど栽培されていない。
落合節成胡瓜（）
埼玉県の伝統野菜。大正時代に与野町下落合において青節成胡瓜と地域の在来種針ヶ谷胡瓜の交配から生まれた品種で、強健で低温に強い。現在ではほとんど栽培されていないが、交配親としても使われ、現行品種の多くがこの品種の血を引いている。
加賀太胡瓜（）
石川県の伝統野菜（加賀野菜）。果実は長さ20 - 25 cm、直径6 - 7 cmと大型で、重さが1 kgを超えるものも珍しくない。皮は固いが果肉は軟らかく、他の品種よりもビタミンB2を多く含む。基本は皮をむいて使用し、炒め物、煮物料理に向いている。
聖護院胡瓜（）
江戸時代から伝わる京都市の伝統野菜。実は濃緑色で三角形の断面となるのが特徴で、明治時代には左京区聖護院を中心に栽培されていた。
毛馬胡瓜（）
大阪府の特産種で、長さ30 cm以上、太さ3 cmほどの長い実ができる。半白系の黒イボ系キュウリで、元は緑で先の3分の2ほどは白っぽくなる。歯ごたえがよいのが特徴。江戸時代の摂津国毛馬村（現・大阪市都島区毛馬町）が発祥の地とされる。「浪華漬」と呼ばれる粕漬けの原料として周辺地域でも栽培されるようになったが、収率が悪いため廃れ、現在は、南河内郡河南町を中心に伝統野菜（なにわ野菜）として栽培されているにとどまる。
大和三尺胡瓜（）
奈良県特産の品種で、実は長さ30 - 40 cm、最大で90 cm程にもなるので、この名がある。鮮やかな緑色で皮がやわらかく、果肉は緻密で、奈良漬けにも加工される。
佐久古太きゅうり（）
長野県佐久市志賀地区・春日地区において、少なくとも昭和20年代から栽培されている品種（信州の伝統野菜）。果実はずんぐりむっくりとした形をしており、長さは13センチメートル程度。熟すにつれ白から茶褐色に変色することから、シベリア系の品種と推定されている。
モーウィ（毛瓜、別名：赤毛ウリ）
沖縄で栽培されている黒イボ系キュウリで、太くてイボがなく、果実の皮が淡褐色になる品種。15世紀に中国河南地方から渡ったとされる。果実の長さは30 cmで、重さは500グラムほどになる。果肉は白くて青臭さはなく、味は淡泊で、サラダ・漬物・酢の物で食される。沖縄料理で有名なのは豚肉と一緒に煮込むモーウィウブサーに使われる。

### その他の分類法
蔓の伸び方による分類
日本での経済栽培はネットに伝わせるか紐で吊り下げて行われるので、蔓が自然に上に向かって伸びる品種が使われる。蔓が上に向かって伸びない品種は頻繁に誘引するか、ネットを使わずに「地這い栽培」する。家庭菜園では省力栽培できる地這い品種が使われる事も多い。
着果習性による分類
親蔓の各節に雌花が付くタイプを「節成り」または「親蔓タイプ」などとよぶ。親蔓には殆ど付かず子蔓や孫蔓に多く雌花が付く品種を「子蔓・孫蔓タイプ」などとよぶ。また、この中間型のものは「飛び節」とよ:ぶ。ただし、着果習性は少数の遺伝子で決まるわけではなく日長・気温・日照・肥料・株の老若などの影響も受ける。一般には短日・低温で節成り性が強くなる。
系統による分類
華南型・華北型・イギリス温室型（高温に弱い）・スライスキュウリ型・ピクルス型など主に5系統に分類される。

## 食材

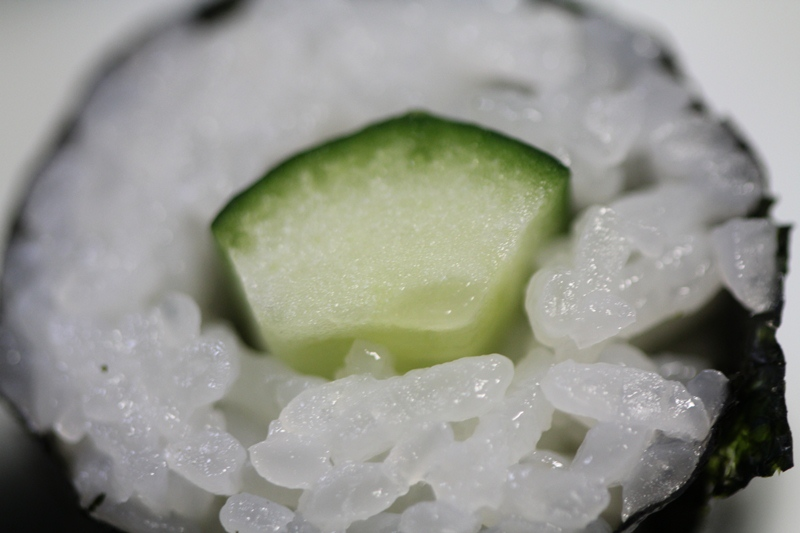
かっぱ巻き

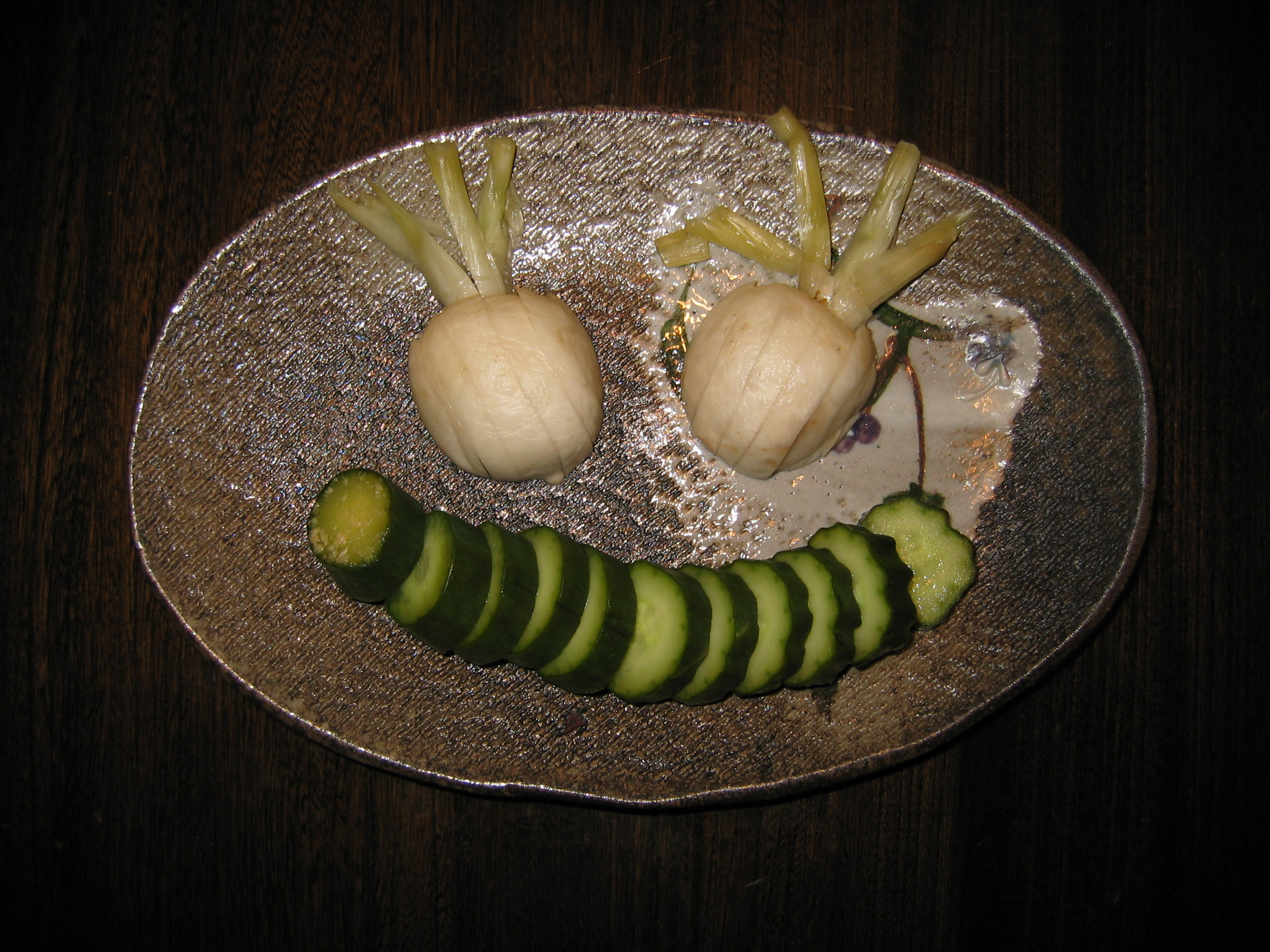
キュウリとカブの糠漬け

成長途中のやわらかい未熟果を食用にする。表面は緑色であるが、果肉は白いので淡色野菜に分類される。調理をしなくても、そのまま食べることができる長所や、1回の摂取量が多くとれる特徴から、重用されている野菜のひとつである。
生のまま味噌やもろみをつけてかじったり、サラダ、寿司（かっぱ巻き）、酢の物、和え物、塩揉みなどで食べたりするほか、かっぱ漬け、奈良漬け、ぬか漬け、わさび漬け、ピクルス、オイキムチなどの漬物の材料として使われる。日本の料理で加熱調理されることは少ないが、中華料理では煮物や炒め物としても利用される。トルコ料理のシャジュク、スペイン料理のガスパチョ、ロシア料理のラッソーリニク、ポーランド料理のズパオグルコヴァなど、キュウリスープとして食することも多い。イギリスのアフタヌーンティーにはキュウリサンドイッチが欠かせない。
最近では、キュウリの表面に出るブルーム（白い物質）が、農薬のように見えるとの誤解から見栄えが悪いとして嫌がられ、表面が緑色でつやがあるブルームレスキュウリが多く作られている。しかし、ブルームの無いブルームレスキュウリは通常のキュウリと比べ皮が厚くて日持ちもするが、味や香りはブルームつきキュウリのほうが勝る。ブルームのあるキュウリは歯切れがよく、種子の粒が小さい特徴があり、生食のほか漬物にも向くことや、その食味が見直されている。
採れたばかりのキュウリはイボが尖っており、流通の段階でイボが次第にとれてしまうためキュウリの鮮度を見分けるための目安にすることもできる。イボの部分に雑菌などがつきやすくなる恐れがあるため、近年ではイボの無い品種も開発されている。
長さ10 - 12 cmほどの実が若いうちに収穫した小型のキュウリを通称「もろきゅう」といい、酒のお供などにして、主に味噌をつけて生で食べる。さらに未熟で花の付いたものは「花丸キュウリ」（花マル）とよび、花つきが良すぎるときの開花中のものを採って、料理のつまなどに使われる。また、雄花は料理の添え物にもできる。品種改良によって苦味を取り除いたキュウリも登場している。

### 調理法
キュウリの調理の下ごしらえの際には、表面を滑らかにして色を鮮やかにするため、塩を振ったまな板の上で転がすようにして塩を擦りこむ板摺り（いたずり）と呼ばれる調理法が用いられることも多い。水分が多く、味がなじみにくい食材であることから、和え物やサラダなどにキュウリを使うときは、まな板の上で麺棒などでたたいて表面を粗く割って、断面積を多くして味をなじみやすくする。
酢の物、和え物、サラダなどの料理や、炒め物の具材に利用される。品種によっては、肉詰めや煮込み料理にも向いている。
ビタミンCを酸化させる酵素（アスコルビナーゼ）が含まれているため、生で食べるときはその働きを抑制するため酢が有効だといわれている。また、加熱調理することによって、アスコルビナーゼの酵素の活性が抑えられる。

### 漬物
漬物、ピクルスの素材となる。
- 胡瓜刻み醤油漬[52]
- 胡瓜一本漬 - キュウリをそのまま調味液に漬けたもので、低塩で唐辛子で味をしめているものと、醤油類が12%程度の濃厚な味付けのものの二系統がある[52]。

なお、天保年間に初版が刊行された『漬物塩嘉言』には、押し漬けしたキュウリを天日干ししてから渦巻状にして糠などで漬けた渦巻漬や、瓜の中にシソ、ショウガ、トウガラシなどを詰めた印籠漬（丸漬瓜のかわりに用いる）の記載がある。

### 保存
キュウリは水分が多いことから冷やしすぎると傷みやすいが、冷蔵庫内であれば口を閉じずにポリ袋に入れて乾燥を防ぎ、ふつう2 - 3日程度は保存が利く。涼しい場所であれば室温でも保存できる。5度以下の低温にすると痛んで溶けやすい。
漬物は保存が利く調理法で、オイキムチやピクルスにすると3 - 4日ほど持つ。塩漬けにすれば長期保存も可能で、樽容器に分量の3割ほどの塩で隙間なくキュウリを並べて重しを載せて漬け込み、涼しい場所で保管すれば半年から1年ほど持つ。

## 栄養素
キュウリは全体の約95%が水分で構成されており、100グラム (g) あたりの熱量が14 kcal（59 kJ）と非常に低いため、ギネスブックにおいても「Least calorific fruit」の登録名で認定されている。栄養素は比率で炭水化物3.0 gが最も多く、たんぱく質1.0 g、灰分0.5 g、脂質0.1 gと続く。他方、ビタミン、各種ミネラルなどの栄養素においてもビタミンK（100gあたり34µg）や銅（100gあたり0.11mg）、モリブデン（100gあたり4µg）を除けば100gあたりの含有量は一食分の摂取目安量の1⁄3 - 1⁄10程度と、低い数値に収まっている。
キュウリは先述した通り水分が質量の多くを占めるため、「栄養素がほとんどない野菜」と評価されがちであるが、もともと他の野菜も水分量は90%ほどあるため、キュウリだけが特別水分が多いわけではない。淡色野菜の割には、ビタミンC、カリウム、カルシウムなどのミネラル類、皮にはβカロテンを比較的豊富に含んでおり、その他のビタミンやミネラル類も量的には多くないがバランスよく含んでいる。一年中食べることができる野菜であるが、野菜としての旬は夏で、冬場のものよりカロテンやビタミンCなどは多く含有している。
しばしば、キュウリを食べると酵素によってビタミンCが破壊されるという記述もみられるが、実際には酵素作用によって還元型ビタミンCから酸化型ビタミンCに変異されるだけである。一方で、酸化型に変わったビタミンCでも体内で還元型に戻るという可逆的性質を持っているため、今日では生理作用も還元型と同等であるとされている。キュウリを食することでビタミンCが破壊されると言われた理由として、過去にはビタミンCは還元型だけに生理作用があると考えられており、酵素によって酸化型に変化したビタミンCには生理作用はないものと考えられていたことがあげられる。そのため酸化型ビタミンCはビタミンCとしてカウントされておらず、ビタミンC量が減少したように見えたという背景がある。酸化型ビタミンCであっても、ヒトの体内で還元型ビタミンCとほぼ同等の働きをするというのが学術的には正しい評価であり、現在では還元型と酸化型を合わせた総ビタミンC量を記述することが一般的である。
かつて、キュウリはデザイナーフーズ計画のピラミッドで3群に属していた。3群の中でも、ハッカ、オレガノ、タイム、アサツキと共に3群の中位で、癌予防効果のある食材であると位置づけられていた。
ダイエット向きな食材として、特に食事の最初に摂るよう推奨する本もある。水分が多く低カロリーな割には食べ応えがあるため早く満腹感が得やすいことや、キュウリに含まれる酵素ホスホリパーゼに脂肪分解作用があることが理由に挙げられている。

## 薬効
ウリ科植物がもつ独特の苦味成分ククルビタシンを含み、茎葉を飲食すれば吐き気を起こすので吐剤として用いられている。ただし、現在は品種改良が行われた結果、果実に苦味はないが、かつては果実にも苦味があった。果実に含まれるカリウム、イソクエルシトリンには利尿作用があり、体内に蓄積されたナトリウムの排泄を促して、血圧上昇を抑制する効果が期待されている。
9月ころに茎葉を刈り取って細かく刻み、または果実を輪切りにして日干ししたものを生薬とし、果実を黄瓜（おうか）、葉を黄瓜葉（おうかよう）、茎は黄瓜藤（おうかとう）、全体としては胡瓜（こか）と称して薬用にする。東洋医学では利尿効果があり、身体の熱をとって暑気あたりを改善するなど、珍重されてきた。
民間療法では、熱を吸収する性質があり、身体のほてり解消に役立つとされている。食あたりのときに乾燥した茎葉1日量10グラムを水600 ccで半量になるまでとろ火で煮詰めた煎じ液（水性エキス）を飲用すると、催吐剤として作用して胃の内容物を吐き出させて楽にする。べとつきがある下痢には、同様に茎葉5グラムを煎じて服用する。患部に熱があるむくみや、のどの痛みがある時は、乾燥させた胡瓜10グラムを1日量として、水600 ccで煎じた汁を食間3回に分けて服用すると、利尿作用によりむくみ軽減に役立つといわれている。ただし、患部が冷えている人への服用は使用禁忌とされている。また、冷やした生の果実を薄く輪切りにしたものを、軽いやけどの患部に貼って、たびたび張り替えて冷湿布として利用する方法や、暑気あたりに足の裏に貼っておくとよいともいわれている。

## 民俗

木瓜紋（織田瓜）

- 木瓜紋（織田瓜）家紋の「木瓜紋」は、キュウリの切り口を図案化したものとの説もある。 江戸時代は、輪切りにすると徳川家の家紋である三つ葉葵に似ているところから、それを食べるのは不敬であるとして、キュウリを輪切りにされることは慎まれていた。
- 祇園信仰において、スサノオ（牛頭天王）を祭神とする八坂神社の神紋が木瓜であり、キュウリの切り口と似ていることから、祭礼の期間はキュウリを食べないという地方（博多の博多祇園山笠など）もある。八坂神社がある福井市網戸瀬町ではキュウリ栽培を行なわない[64]。毎年7月14日にはキュウリ祭りが行なわれ、この日は食べることも禁じられる[64]。

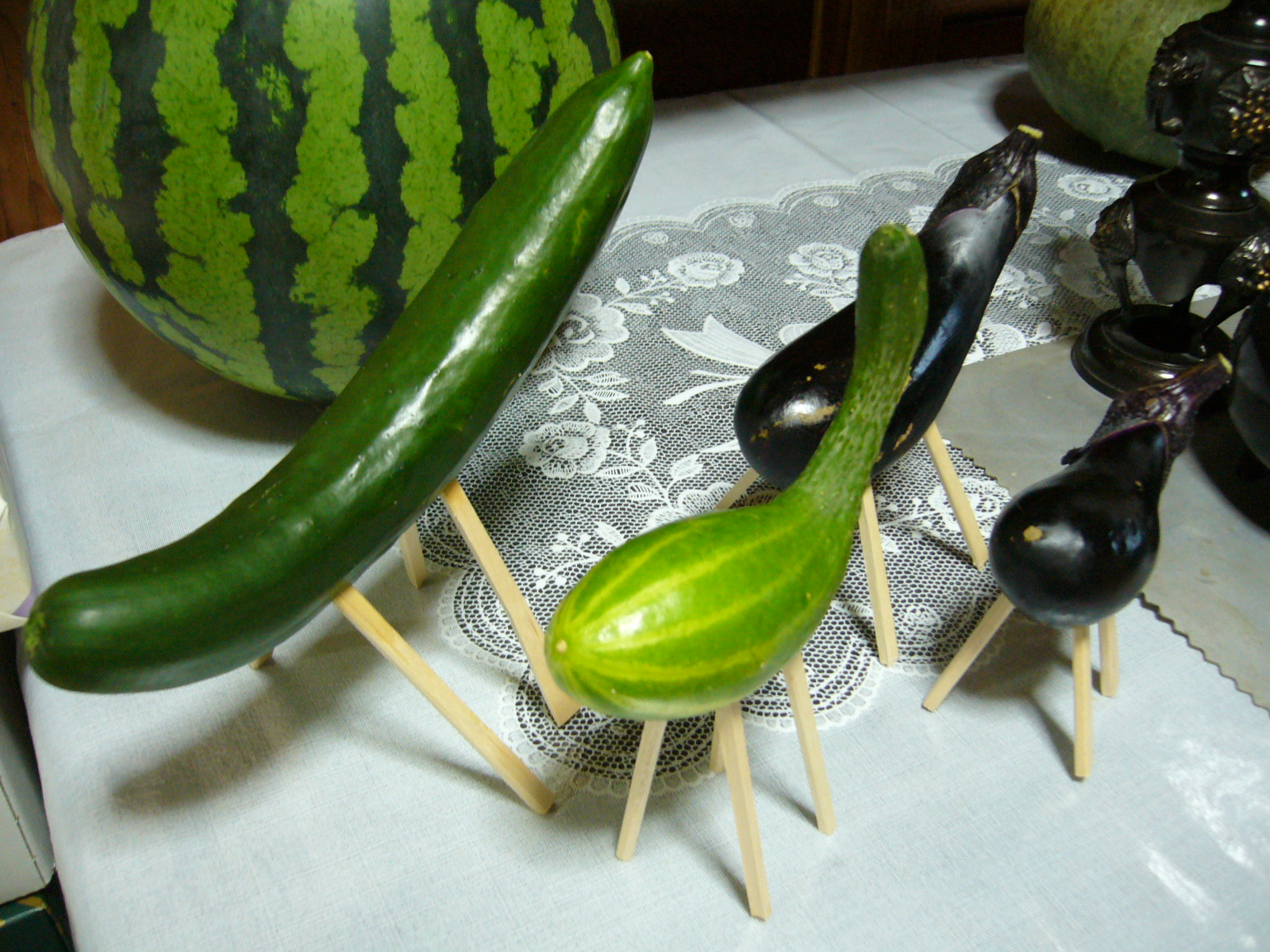
精霊馬

- 精霊馬（）お盆の期間中には、故人の霊魂がこの世とあの世を行き来するための乗り物として、「精霊馬」と呼ばれるキュウリやナスで作る動物を用意する。4本の麻幹あるいはマッチ棒、折った割り箸などを足に見立てて差し込み、馬、牛とする。キュウリは足の速い馬に見立てられ、あの世から早く家に戻ってくるように。ナスは歩みの遅い牛に見立てられ、この世からあの世に帰るのが少しでも遅くなるように、また、供物を牛に乗せてあの世へ持ち帰ってもらうとの願いが込められている。
- キュウリは河童の大好物だとされ、キュウリの異称となっている（かっぱ巻き、かっぱ漬け）。
- きゅうり加持（きゅうり封じ）
- キュウリウオ、キュウリエソという名の魚がある。キュウリのような匂いがすることからこの名がついた。
- キュウリグサという名の植物がある。葉を揉むとキュウリのような匂いがすることからこの名がついた。